# Princ Rainier Sasko-Koburški i Gothski
Rainer Marija Josip Florijan Ignacije Mihovil Gabrijel Rafael Gonzaga, 4. knez Saske-Coburga-Gothe-Koháryja (mađ. Rainer Maria ..., njem. Rainer Maria Joseph Florian Ignatius Michael Gabriel Raphael Gonzaga Prinz von Sachsen-Coburg-Gotha-Koháry; Pula, 4. svibnja 1900. - Budimpešta (pao u borbi?), 7. siječnja 1945.), mađarski magnat i princ iz Sasko-Koburške i Gothske kuće te posjednik Csábrága i Szitnye, oboje u Slovačkoj. 

## Biografija
Bio je drugi sin Augusta Leopolda Sasko-Koburško-Koharyjskog i njegove žene nadvojvotkinje Karoline Marije, princeze Toskane.
Nakon smrti svoga starijeg brata Augusta i (1908.) i oca (1922.) postao je glava koharyjske grane Sasko-Koburške dinastije.
U Münchenu se 15. prosinca 1930. Rainer oženio prvi puta, i to za Johannu Károlyi de Károly-Patty. Rodio im se jedan sin:
1. Ivan Henrik Fridrik Werner Konrad Rainer Marija (Innsbruck, 28. ožujka 1931. - Inssbruck, 14. travnja 2010.).

Rainer i Johanna rastavili su se 1935.
U Budimpešti se 13. veljače 1940. Rainer ponovno oženio, ovaj put s Edith de Kózol. Nisu imali djece.